# Leonid Bykov
Leonid Bykov (russisk: Леонид Фёдорович Быков) (født 11. december 1928 i Znamenka i det Sovjetunionen, død 11. april 1979) var en sovjetisk filminstruktør, skuespiller og manuskriptforfatter.

## Biografi
Leonid Bykov blev født den 12. december 1928 i landsbyen Znamenka  i Slavjansk-distriktet i Donetsk-regionen i Ukrainske SSR i en arbejderfamilie. I 1930 flyttede familien til Kramatorsk, hvor Leonid gik i gymnasiet og begyndte at optræde som skuespiller i det lokale Lenin-kulturhus. Under anden verdenskrig blev familien evakueret til Barnaul. Bykov ville gerne være pilot og søgte ind på flyskolen, men blev i to omgange afvist; førte gang  grundet sin unge alder og anden gang på grund af krigens afslutning og flyskolens nedlæggelse.
Han blev i 1951 optaget på teaterskolen i Kharkov og arbejdede fra 1951 til 1960 som skuespiller på Kharkov Ukrainske Statsteater.[10]. Han fik debut som filmskuespiller i 1953 i filmen Sudba Mariny (da.: Marinas skæbne). Han fik sit gennembrud i 1955 med de populære komediefilm Ukrotitelnitsa tigrov (da.: Tigertæmmeren) og Maksim Perepelitsa.
I 1959 flyttede han til Leningrad, hvor han arbejdede som skuespiller og instruktør hos Lenfilm indtil 1969. Han instruerede i 1963 komedien Zajtjik, hvor han selv spillede hovedrollen, men filmen mokdtog negativ kritik. Af større roller som skuespiller i tiden hos Lenfilm er hovedrollen i Aljosjkina ljubov (da.: Aljosjkas kærlighed, 1960). I 1969 blev han overtalt til at flytte til Kijev for at arbejde som instruktør ved Dovsjenko Film Studio, men der opstod uenighed med ledelsen og han fik vanskeligt ved at arbejde i Kijev. 
I slutningen af 1960'erne havde været med-forfatter på et manuskript til en film om flypiloter, som imidlertid ikke fik lov til at passere censuren grundet filmens "uheroiske" karakter. Det lykkedes dog i 1972 at få lov til at indspille filmnen, der fik premiere i 1973 under titlen Kun de 'gamle' går i kamp. Filmen, hvor Bykov spillede en af hovedrollerne, blev med over 44 millioner solgte billetter i USSR en stor succes. Filmen blev også solgt til udlandet, bl.a. til Danmark, hvor den havde premiere i Grand Teatret i 1975. Bykovs næste film, Aty-baty, sjli soldaty..., blev med knap 36 millioner solgte billetter ligeledes en stor succes i USSR. Bykov var ved at indspille en ny film, da han den 11. april 1979 omkom ved en trafikulykke på motorvejen mellem Kijev og Minsk.

## Filmografi i udvalg

### Som skuespiller
- Sudba Mariny (da.: Marinas skæbne, 1953)
- Ukrotitelnitsa tigrov (da.: Tigertæmmeren, 1955)
- Maksim Perepelitsa (1955)
- Tjuzjaja rodnja  (da.: En andens slægtninge, 1956)
- Rjadom s nami (da.: I nærheden af os, 1957)
- Dobrovoltsy  (da.: Frivillige, 1958)
- Aljosjkina ljubov (da.: Aljosjkas kærlighed, 1960)
- Ostorozjno, babusjka! (da.: Pas på bedstemor!, 1960)
- Gorizont (da.: Horisonten, 1961)
- For alle de syv vinde (1962)
- Zajtjik  (1964)
- V gorode S. (da.: I byen S., 1966)
- Kun de 'gamle' går i kamp   (1973)
- Aty-baty, sjli soldaty... (Аты-баты, шли солдаты..., 1977)

### Som instruktør
- Zajtjik (Зайчик, 1964)[3][4]
- Kun de 'gamle' går i kamp (1973)
- Aty-baty, sjli soldaty... (1977)

## Hæder og eftermæle
Efter Ukraines selvstændighed og den efterfølgende navneændring af stednavne, veje og pladser opkaldt efter kommunister og personer med tilknytning til kommunismen, har Leonid Bykov har opkaldt en lang række gader og vej i Ukraine opkaldt efter sig.
Der er endvidere rejst statuer, vægmalerier til minde om Bykov. Et ældre Su-15 jagerfly er opkaldt efter Bukov og et nyere MiG-29 jagerfly er ligeledes opkaldt efter ham.
Småplaneten (4682) Bykov er ligeledes opkaldt efter Bykov.